# Xerophloea breviceps
Xerophloea breviceps är en insektsart som beskrevs av Henry Fairfield Osborn 1935. Xerophloea breviceps ingår i släktet Xerophloea och familjen dvärgstritar. Inga underarter finns listade i Catalogue of Life.